# Exponenciální růst

Početnost bakterií E. coli roste v optimálním prostředí exponenciálně, doba jedné generace je asi 20 minut

Exponenciální růst je matematický model růstu (například zvyšování populace nějakých jedinců nebo intenzity nějaké veličiny), který je vyjádřen pomocí exponenciální funkce času se základem vyšším než jedna. Označíme-li čas jako {\displaystyle t} a modelovanou veličinu jako {\displaystyle B(t)}, platí rovnice
{\displaystyle B(t)=B(0)\cdot b^{t}=B(0)\cdot e^{\lambda t},}
přičemž {\displaystyle B(0)} je úroveň modelované veličiny v čase nula, {\displaystyle b} je reálné číslo vyšší než 1 a {\displaystyle \lambda } jeho přirozený logaritmus. Z toho se dá odvodit, že modelovaná veličina se zdvojnásobí za dobu {\displaystyle T=\ln 2/\lambda .} Rychlost růstu takto se chovající veličiny je úměrná její okamžité hodnotě; konkrétně platí diferenciální rovnice
{\displaystyle {B}'(t)={\frac {\mathrm {d} B}{\mathrm {d} t}}=\lambda \cdot B(t).}
Exponenciální růst se používá například na modelování prvotní fáze růstu populací bakterií v optimálním prostředí nebo jako základní model ekonomického růstu.